# 道德权威
道德权威（英語：Moral authority），是基于原理或基本真理的权威，独立于成文法或制定法。就其本身而论，道德权威需要有真理存在且依附于真理。道德权威往往与强制力量相互出现。